# Geboorte van Horus
De geboorte van Horus, de zoon van Osiris en Isis is een bijzonder oud deel van de Egyptische mythologie. Er is een stele uit de XVIIe dynastie, nu in Parijs waarin het verhaal voorkomt in de vorm van een hymne aan Osiris, maar ook in piramideteksten komt het voor, zij het in iets andere vorm.
Osiris regeerde al vele jaren in On en hij verpersoonlijkte alle macht van Ra-Tem, Apis, Ptah, Thoth, en Chnoem. Hij had de aarde geërfd van zijn vader Geb en de hemel van zijn moeder Noet. Maar op een kwade dag slaagde zijn broer Seth erin hem te doden in een plaats Nedit genaamd, ergens in de buurt van Abydos. Toen Isis hoorde van zijn dood, haastte zij zich in de vorm van een Het-vogel, vergezeld door haar zuster Nephthys in de vorm van een Djert-vogel naar het lijk van haar man. Zij verzamelt de stukken van zijn lichaam, bedekte het met haar vleugels en wist door haar magische macht het lichaam van Osiris in beweging te krijgen.
Zij werd daarbij, volgens sommige versies van het verhaal, geholpen door de god Anubis die het lichaam balsemt.
De piramideteksten vervolgen:
En uw zuster komt tot U, verheugd in haar liefde voor U. U hebt gemeenschap met haar, uw zaad dringt haar binnen. Zij wordt zwanger in de vorm van Sopdet (de morgenster Sothis = Sirius). Horus-Sopdet komt uit U voort in de vorm van Horus. U schept een geest die in hem woont in de naam Geest die woont in de god Djendru. Hij wreekt U in de naam van Horus, de zoon die zijn vader wreekt.
Osiris zelf wordt de heerser van het dodenrijk. Isis verbergt haar zoon in de Delta met hulp van Hathor de koeiengodin die als min optreedt. Bij de heilige stad Boeto groeit Horus op. Hij voert een lange strijd tegen zijn oom Seth, en verliest daarin zijn oog. Thoth echter weet het Oog terug te vinden en verandert het in het teken van algemeen welbevinden. Het Oog van Horus wordt dan ook op sarcofagen afgebeeld omdat het garandeert dat de overledene recht van lijf en leden zal zijn.
Later verslaat Horus Seth en in hem komt het vlees en bloed van Osiris weer op de troon van Geb. Hij wordt daarbij verwelkomd door de Djadja, de Beheerders van de hemel, het Gezelschap der Goden en de Heren der Waarheid. Zelfs van Neb-er-Djer, de oergod van het scheppingsverhaal ontvangt hij een blijk van instemming.